# Remington Steele
Remington Steele är en amerikansk deckarserie som sändes mellan 1982 och 1987 på det amerikanska nätverket NBC.
I Sverige hade serien premiär den 24 februari 1984 på TV2. Serien visades även på TV3 1988–1989. Den gick också under en period i slutet av 1990-talet och början av 2000-talet på TV4 på sena sändningstider, ofta som det sista programmet före sändningsuppehållet. Remington Steele visas dagtid på TV4 Guld.
Serien handlar om privatdetektiven Laura Holt vars detektivbyrå "Laura Holt Investigations" inte fick några uppdrag, eftersom ingen trodde att en kvinna kunde vara privatdetektiv. Därför ändrade hon byråns namn och hittade på en fiktiv ägare till byrån, Remington Steele, för att få några uppdrag. Namnet Remington hade hon tagit från sin skrivmaskin. Men så plötsligt dök det upp en före detta gentlemannatjuv som oombedd tog på sig rollen som Remington Steele.
Serien blev Pierce Brosnans stora genombrott.

## Medverkande
- Stephanie Zimbalist – Laura Holt
- Pierce Brosnan – "Remington Steele"
- Doris Roberts – Mildred Krebs

Andra skådespelare som återkom under serien var James Read, Janet DeMay, Jack Scalia, Cassandra Harris, James Tolkan, Efrem Zimbalist Jr.

## DVD
Nedan visas utgivningsplanen för Remington Steele på DVD. 
| DVD Namn                  | Region 1 | Region 2 | Region 2, svensk utgåva |
| ------------------------- | -------- | -------- | ----------------------- |
| Remington Steele säsong 1 |          |          | 6 december 2006         |
| Remington Steele säsong 2 |          |          | 2010                    |